# Needle in a Slunk Stack
Needle in a Slunk Stack, es el vigésimo octavo disco de estudio del guitarrista Buckethead. Fue anunciado el 24 de septiembre en TDRSMusic.com. El nombre es un juego del popular dicho "una aguja en un pajar".
Sigue el estilo de Forensic Follies, ya que utiliza ritmos y riffs reciclados de sus álbumes anteriores, que incluyen a Inbred Mountain, The Elephant Man's Alarm Clock, Slaughterhouse on the Prairie, y Island of Lost Minds.

## Canciones
| N.º   | Título                          | Duración |  |
| 1.    | «Needle in a Slunk Stack»       | 4:10     |  |
| 2.    | «Interview with the Double Man» | 4:09     |  |
| 3.    | «Carcass Cable»                 | 2:46     |  |
| 4.    | «Next Stop, the Shell»          | 2:07     |  |
| 5.    | «Distilled Scalp»               | 4:57     |  |
| 6.    | «Furnace»                       | 3:19     |  |
| 7.    | «Mego Frankenstein»             | 2:59     |  |
| 8.    | «Alpha Sea»                     | 2:32     |  |
| 9.    | «Wormwood's Workshop Part 1»    | 3:25     |  |
| 10.   | «Pythagorus Sled»               | 1:01     |  |
| 11.   | «Slunk Smuggler»                | 1:57     |  |
| 12.   | «Wormwood's Workshop Part 2»    | 4:11     |  |
| 13.   | «Astral Traveler»               | 3:08     |  |
| 40:41 |                                 |          |  |

## Créditos
- Buckethead - Guitarra
- Dan Monti - Drum Programming
- Producido por Dan Monti y Albert
- Carátula por Bryan Theiss, Frankenseuss Labs, Seattle

- Datos: Q3278460